# Dan Reed
Pour les articles homonymes, voir Reed.
Ne doit pas être confondu avec le réalisateur britannique Dan Reed  de Leaving Neverland.
Dan Reed, né le 17 février 1963 à Portland dans l'Oregon, est un chanteur américain de funk rock et de rock. Il a créé le groupe Dan Reed Network en 1984 avec son ami Dan Pred et a sorti plusieurs albums avec ce groupe. Il en était le principal compositeur. Après la séparation du groupe en 1993, il se dirige vers une carrière d'acteur puis remonte un groupe appelé Adrenaline Sky à la fin des années 1990. Après plusieurs années à parcourir le monde, il sort quelques titres et fait son retour définitif en tant que chanteur en 2009 sous son nom.

## Discographie avec Dan Reed Network
- 1986 : Breathless
- 1987 : Dan Reed Network
- 1989 : Slam
- 1990 : Stardate 1990
- 1991 : The Heat
- 1993 : Mixin' It Up (Compilation)
- 1997 : Live At Last
- 2002 : The Collection (Compilation)
- 2014 : Anthology (Compilation)
- 2016 : Fight Another Day
- 2018 : Origins
- 2022 : Let's Hear It For The King

## Discographie avec Adrenaline Sky
- 1996 : Live @ The Brownies, NYC
- 1999 : Adrenaline Sky

## Discographie avec Snake Oil & Harmony
- 2020 : Hurricane Riders

## Discographie Solo
- 1999 : Dan Reed's Odyssey (CD Sampler 2 titres)
- 2004 : Sharp Turn (EP 5 titres)
- 2009 : An Evening with Dan Reed
- 2010 : Coming Up for Air
- 2012 : Signal Fire
- 2013 : In Between The Noise
- 2015 : Transmission
- 2017 : Confessions
- 2020 : Liftoff